# Петросян Карлос Хачикович
Карлос Хачикович Петросян (вірм. Կառլոս  Պետրոսյան, нар. 3 лютого 1951, село Гомадзор) — вірменський військовий діяч, генерал-лейтенант.

## Кар'єра
- 1970—1975 — юридичний факультет Єреванського державного університету.
- 1975—1977 — працював помічником кіномеханіка, монтером, робочим.
- 1977—1984 — старший слідчий ОВС міста Севан.
- 1984—1988 — керівник слідчого відділу ОВД Раздану.
- 1989—1992 — заступник керівника.
- 1992—1993 — керівник слідчого управління МВД Вірменії.
- 1996 — Керівник 6-го і 4-го управлінь Міністерства національної безпеки Вірменії.
- 1997—1999 — був керівником головного слідчого управління Міністерства внутрішніх справ і національної безпеки.
- 1999—2004 — був міністром національної безпеки Вірменії. Має ряд урядових нагород. Академік РАЕН 2001